# Mit Pech und Schwefel
Mit Pech und Schwefel (Originaltitel: Brimstone) ist ein US-amerikanischer Western aus dem Jahr 1949 von Joseph Kane mit Rod Cameron, Adrian Booth und Walter Brennan in den Hauptrollen. Der Film wurde von Republic Pictures produziert.

## Handlung
Brimstone Courteen und seine Söhne Nick, Bud und Luke sind berüchtigte Gesetzlose. Bei einem Überfall auf eine Postkutsche erbeuten sie 10.000 Dollar. Der sie verfolgende Sheriff McIntyre ist ein Komplize und ermöglicht ihnen die Flucht.
In Gunsight setzt der Zeitungsverleger Martin Tredwell eine Belohnung von 1.000 Dollar auf die Ergreifung der Courteens aus. Der Agent Johnny Tremaine ist ebenfalls der Bande auf der Spur, die einen Hotelsafe sprengt. Für dieses Verbrechen verhaftet McIntyre die unschuldigen Tredwell, Calvin Willis und Ed Winslow. Willis informiert dabei den Sheriff, dass dessen Ersatz Marshal Greenslide bald in der Stadt ankommen werde.
Bud unternimmt mehrere Raubzüge und erhält den Spitznamen Der Geist. Johnny akzeptiert McIntyres Vorschlag, Deputy zu werden und nach der Beute zu suchen. Als der neue Marshal in die Stadt kommt, kommt es zu einer Schießerei, bei der Greenslide von Bud tödlich getroffen wird. Bud wird verwundet und taucht bei seiner Freundin, der Farmerin Molly Bannister, unter. Um Bud ein Alibi für den Mord an Greenslide zu verschaffen, schickt Brimstone Nick in die Nachbarstadt Cottonwood. Dort gibt er sich in einem Saloon in einem Gespräch mit Dave Watts als Bud aus. Bud seinerseits versucht von sich abzulenken und beschuldigt Mollys Bruder Todd, der Geist zu sein.
Johnny findet das Hemd mit dem Einschussloch, das Bud bei der Schießerei getragen hat. In Cottonwood fragt Johnny Watts, ob er Bud gesehen habe. Watts, im Glauben Nick sei Bud, warnt diesen vor Johnny. Als Johnny auf Nick trifft, zieht der seine Waffe, wird aber von Johnny in Notwehr erschossen. Molly ist entsetzt von Buds angeblichen Tod, wird aber von Brimstone aufgeklärt. Später informiert sie Bud, dass Johnny wisse, dass der Geist verletzt sei. In diesem Moment dringt Johnny ein und verhaftet Bud.
Bud wird zu einem Jahr Gefängnis verurteilt, was Brimstones Rachsucht weckt. Er lockt Johnny in den Saloon in Cottonwood, damit ihn Luke erschießen kann. Überraschend erhält Johnny von seinem Freund, Deputy Benson, Unterstützung und entgeht dem Mordanschlag. Molly ist derweil zum Entschluss gekommen, mit Bud zu brechen. Buds Vater ist von jeher dagegen gewesen, dass sein Sohn eine Farmerin heiratet, zudem will sie mit den Verbrechen der Courteens nichts mehr zu tun haben. Molly und Johnny besteigen eine Postkutsche, werden dabei von Brimstone und Luke verfolgt. Johnny kann die beiden erschießen. Er und Molly werden ein Paar.

## Produktion

### Hintergrund
Gedreht wurde der Film von Mitte März bis Mitte April 1949 in Lone Pine sowie in den Republic-Studios in North Hollywood.

### Stab
John McCarthy Jr. und Charles S. Thompson waren für das Szenenbild zuständig, Adele Palmer für die Kostüme. Verantwortliche Spezialeffektkünstler waren die Brüder Theodore und Howard Lydecker.

### Besetzung
In kleinen nicht im Abspann erwähnten Nebenrollen traten Rudy Bowman, Chester Conklin und Teddy Infuhr auf.

## Synchronisation
| Rolle              | Schauspieler   | Synchronsprecher      |
| ------------------ | -------------- | --------------------- |
| Johnny Tremaine    | Rod Cameron    | Heinz Engelmann       |
| Molly Bannister    | Adrian Booth   | Marion Degler         |
| Brimstone Courteen | Walter Brennan | Hans Hinrich          |
| Sheriff McIntyre   | Forrest Tucker | Siegfried Schürenberg |
| Marshal Greenslide | Jack Holt      | Paul Wagner           |
| Bud Courteen       | James Brown    | Horst Niendorf        |

## Veröffentlichung
Die Premiere des Films fand am 15. August 1949 statt. In der Bundesrepublik Deutschland kam er am 25. August 1953 in die Kinos.

## Kritiken
Das Lexikon des internationalen Films schrieb: „Durchschnittswestern.“
Die Filmzeitschrift Cinema befand: „Ganz ordentlicher B-Western.“
Ähnlich urteilte das Portal Kino.de und beschrieb den Film als soliden Western.
Der Kritiker des TV Guide fand das Drehbuch gut geschrieben, die lahme Regie werde von bewährten Darstellern verdeckt. Brennans rustikale Darstellung stehe über der hölzernen Charakterisierung Camerons.